# Котел-утилизатор
Котел-утилизатор е котел, използващ топлината на отпадъчните газове на дизеловите или газотурбинните установки, сушилни барабани, въртящи и тунелни пещи.

## Описание
Големите котли-утилизатори нямат всички елементи на стандартните котлоагрегати. Отходните вторични газове попадат веднага на повърхностите на нагряване (икономайзер, изпарител, паропрегревател). Въздухонагревателя и горивната камера отсъстват при котлите-утилизатори, тъй като газовете, използвани в котела, се образуват в хода на технологичния процес на основното производство. Температурата на газовете, постъпващи в енергетичния котел-утилизатор, приблизително съставляват 350 – 700 °C.
Котлите-утилизатори, работещи с газовете от различни пещи, използващите газовете след сушилни или обгаряне на материали не са от най-надеждните. Отходните газове са с високо съдържание на прах и други химични вещества, което изисква очистване и филтриране на газовете преди котела-утилизатор. Най-често за филтрация се използват циклони и електростатичен филтър. Тази филтрация, въпреки всичко, е недостатъчна за пълното очистване на газовете. Праха ляга на нагреваемите повърхности и най-малката протечка на вода я увлажнява и значително намалява теплоотдаването, което предизвиква от своя страна неравномерно нагряване и води до деформация на серпентините.
Присътствието в газовете на съединения на калций, натрий и сяра водят до образуване върху серпентините на цементирани отлагания (накипи), които предизвикват химична корозия на повърхностите на нагрев и намаляват живото сечение за преминаване на газовете. Понастоящем започва появата на котли-утилизатори, които имат горивна камеру за доизгаряне на отходните газове (виж например патенти Роспатент 2365818 и Роспатент 2491479— „Котел-утилизатор“).
Котлите-утилизатори се използват в химическата, нефтопреработвателната, хранително-вкусовата, текстилната и други отрасли на промишлеността.